# Селюгино (Новоржевський район)
Селюгино (рос. Селюгино) — присілок в Новоржевському районі Псковської області Російської Федерації.
Населення становить 11 осіб. Входить до складу муніципального утворення Виборська волость.

## Історія
Від 2015 року входить до складу муніципального утворення Виборська волость.

## Населення
| 2001 | 2002 | 2010 |
| ---- | ---- | ---- |
| 19   | ↗25  | ↘11  |